# Hemiodontichthys
Hemiodontichthys is een monotypisch geslacht van straalvinnige vissen uit de familie van de harnasmeervallen (Loricariidae).

## Soort
- Hemiodontichthys acipenserinus (Kner, 1853)